# Canton de Saint-Lô-Ouest
Le canton de Saint-Lô-Ouest est une ancienne division administrative française, située dans le département de la Manche et la région Basse-Normandie.

## Histoire
Ce canton a été créé en 1982 par démembrement de l'ancien canton de Saint-Lô.

## Administration
| Période | Période | Identité         | Étiquette | Qualité                                                                                                 |
| ------- | ------- | ---------------- | --------- | --- |
| 1982    | 1985    | Henri Liébard    | DVD       | Ingénieur des ponts et chaussées, ancien maire de Saint-Lô (1953-1971), conseiller régional (1979-1985) |
| 1985    | 1992    | Jean Patounas    | UDF-PR    | Chirurgien, maire de Saint-Lô (1971-1977 et 1983-1989) , conseiller régional                            |
| 1992    | 2004    | Edmond Piédagnel | RPR       | Maire d'Agneaux                                                                                         |
| 2004    | 2015    | François Brière  | DVD       | Formateur en droit public, conseiller municipal de Saint-Lô, élu en 2015 dans le canton de Saint-Lô-1   |

Le canton participe à l'élection du député de la première circonscription de la Manche, avant et après le redécoupage des circonscriptions pour 2012.

## Composition

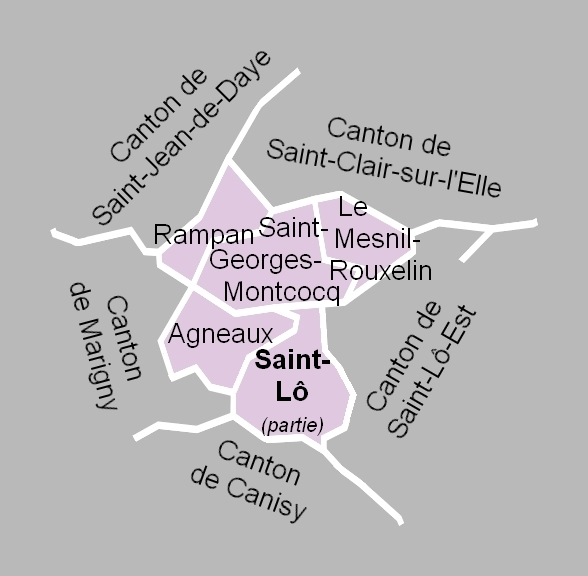
La carte des communes du canton. Les cantons limitrophes étaient ceux de Saint-Jean-de-Daye, de Saint-Clair-sur-l'Elle, de Saint-Lô-Est, de Canisy et de Marigny.

Le canton de Saint-Lô-Ouest comptait 13 113 habitants en 2012 (population municipale) et se composait d’une fraction de la commune de Saint-Lô et de quatre autres communes :
- Agneaux ;
- Le Mesnil-Rouxelin ;
- Rampan ;
- Saint-Georges-Montcocq ;
- Saint-Lô (fraction).

À la suite du redécoupage des cantons pour 2015, les communes du Mesnil-Rouxelin, Rampan et Saint-Georges-Montcocq sont rattachées au canton de Pont-Hébert et la commune d'Agneaux ainsi que la quasi-totalité de la partie saint-loise de ce canton à celui de Saint-Lô-1. Seul l'îlot de la rue de Cotbois est intégrée au canton de Saint-Lô-2.

### Ancienne commune
L'ancienne commune de Saint-Thomas-de-Saint-Lô, absorbée en 1963 par Saint-Lô est la seule commune supprimée, depuis la création des communes sous la Révolution, incluse dans le territoire , du canton de Saint-Lô-Ouest.

## Démographie
| 1982 | 1990   | 1999   | 2006   | 2011   | 2012   |
| ---- | ------ | ------ | ------ | ------ | ------ |
| -    | 13 047 | 13 496 | 13 586 | 13 450 | 13 113 |